# 島根県医師会
一般社団法人島根県医師会（しまねけんいしかい、英称 Shimane Medical Association）は、島根県の医師を会員とする法人。

## 本部所在地
- 〒690-8535 島根県松江市袖師町1-31

## 市郡医師会・大学医師会
- 松江市医師会 〒690-0048 松江市西嫁島2-2-23
- 安来市医師会 〒692-0015 安来市今津町563-1
- 雲南医師会 〒699-1221 雲南市大東町96-1 雲南市立病院内
- 出雲医師会 〒693-0023 出雲市塩冶有原町2-19-3
- 大田市医師会 〒694-0064 大田市大田町大田ハ165
- 邑智郡医師会  〒696-0001 邑智郡川本町大字川本265-3 川本合同庁舎内
- 江津市医師会 〒695-0016 江津市嘉久志町イ899-73
- 浜田市医師会 〒697-0021 浜田市松原町277-8
- 益田市医師会 〒699-3676 益田市遠田町1917-2
- 鹿足郡医師会 〒699-5305 鹿足郡吉賀町柿木村下須937-9
- 島後医師会 〒685-0011 隠岐郡隠岐の島町栄町701
- 島前医師会 〒684-0403 隠岐郡海士町大字海士1466 海士診療所内
- 島根大学医学部医師会 〒693-8501 出雲市塩冶町89-1 島根大学医学部内